# Marouane Mamane
Marouane Mamane Hamissou Abba, född 21 januari 2009 i Niamey, är en nigerisk simmare.

## Karriär
Vid VM 2024 i Doha blev Mamane diskvalificerad på 50 meter frisim och slutade på 108:e plats på 100 meter frisim. Han skulle därefter tävlat vid kortbane-VM 2024 i Budapest, men kom inte till start.
Mamane tävlade för Niger vid olympiska sommarspelen 2024 i Paris, där han blev utslagen i försöksheatet på 50 meter frisim och slutade på totalt 72:a plats.